# Episodi di Transformers: War for Cybertron Trilogy (seconda stagione)
La seconda stagione della serie animata Transformers: War for Cybertron Trilogy, sottotitolata Il sorgere della Terra (Earthrise), è stata pubblicata sul servizio on demand Netflix il 30 dicembre 2020.
| n° | Titolo originale | Titolo italiano | Pubblicazione    |
| -- | ---------------- | --------------- | ---------------- |
| 1  | Episode 1        | Episodio 1      | 30 dicembre 2020 |
| 2  | Episode 2        | Episodio 2      | 30 dicembre 2020 |
| 3  | Episode 3        | Episodio 3      | 30 dicembre 2020 |
| 4  | Episode 4        | Episodio 4      | 30 dicembre 2020 |
| 5  | Episode 5        | Episodio 5      | 30 dicembre 2020 |
| 6  | Episode 6        | Episodio 6      | 30 dicembre 2020 |

## Episodio 1
- Titolo originale: Episode 1
- Diretto da: Takashi Kamei e Koji
- Scritto da: F. J. DeSanto, George Krstic e Gavin Hignight

### Trama
Convinto che l'Allspark sia stato distrutto, Megatron tenta di fuggire dal pianeta morente, ma a caro prezzo. Il piano di Elita per liberare alcuni prigionieri ha una battuta d'arresto.

## Episodio 2
- Titolo originale: Episode 2
- Diretto da: Kazuma Shimizu
- Scritto da: F. J. DeSanto, George Krstic e Tim Sheridan

### Trama
Transformers mercenari assunti dai Quintessons arrivano sull'Arca alla deriva nello spazio. Improbabili alleati soccorrono gli Autobot imprigionati e Megatron rivela il progetto Nemesis.

## Episodio 3
- Titolo originale: Episode 3
- Diretto da: Takashi Kamei e Koji
- Scritto da: F. J. DeSanto, George Krstic e Gavin Hignight

### Trama
Gli Autobot individuano l'Allspark, ma una stazione spaziale deserta e il suo occupante solitario creano ostacoli. I Decepticon raggiungono l'Arca.

## Episodio 4
- Titolo originale: Episode 4
- Diretto da: Kazuma Shimizu
- Scritto da: F. J. DeSanto, George Krstic e Tim Sheridan

### Trama
Megatron deve affrontare una situazione di vita o di morte. Mentre gli Autobot e i Decepticon fanno squadra contro Scorponok, Starscream cerca di prendere il potere.

## Episodio 5
- Titolo originale: Episode 5
- Diretto da: Takashi Kame e Koji
- Scritto da: F. J. DeSanto, George Krstic e Gavin Hignight

### Trama
Optimus incontra una guida inaspettata che gli mostra un possibile futuro. Megatron incontra un'entità che gli dice che cosa deve prendere la matrice del potere a Optimus.

## Episodio 6
- Titolo originale: Episode 6
- Diretto da: Kazuma Shimizu
- Scritto da: F. J. DeSanto, George Krstic e Tim Sheridan

### Trama
Gli Autobot e i Decepticon combattono sul pianeta dove giace l'Allspark, mentre Deseeus si avvicina per vendicarsi di tutti loro.